# Jakob Bägare
Jakob Bägare, död 1404, var lekmannabroder inom birgittinorden. Han var också känd som Jeppa Bækare och Jacobus Bikare, född okänt år, död 1404 i Vadstena.
Jakob Bägare sålde 1379 Aina kvarn i Närke till Vadstena kloster och inträdde troligen i klostret 1384. Han var 1397 klostrets ombud i en tvist vid räfsteting 1397, och var en av fyra bröder som mottog kåpan som lekmannabroder. Enligt Vadstenadiariet var han adlig, och förde enligt sin gravsten ett vapen med tre bägare ställda två över en. Jakob Bägare hade även två döttrar vid namn Ragnhild och Maria som var nunnor i Vadstena kloster. Han var byggmästare i slutet av 1300-talet vid uppförandet av Vadstena klosterkyrka.